# Liste der Fließgewässer im Flusssystem Kleine Dhünn
Die Liste der Fließgewässer im Flusssystem Kleine Dhünn umfasst alle direkten und indirekten Zuflüsse der Kleinen Dhünn, soweit sie namentlich im FlussGebietsGeoinformationsSystem des Wupperverbandes aufgeführt sind. Namenlose Zuläufe und Abzweigungen werden nicht aufgeführt. Die Längenangaben werden auf eine Nachkommastelle gerundet. Die Fließgewässer werden jeweils flussabwärts aufgeführt. Die orografische Richtungsangabe bezieht sich auf das direkt übergeordnete Gewässer.

## Kleine Dhünn
Die Kleine Dhünn ist der 7,8 km lange rechte Quellfluss der Dhünn. Sie entspringt  bei Hückeswagen-Dörpfeld an der Wermelskirchener Grenze. 

## Zuflüsse
Direkte und indirekte Zuflüsse der Kleinen Dhünn
- Kottberger Bach (links), 0,2 km
- Strucksfelder Bach (rechts), 0,9 km
  - Dörpfelder Bach (links), 0,5 km
- Hebbinghausener Bach (rechts), 1,2 km
  - Sammenbuscher Siepen (links), 0,4 km
- Straßweger Bach (links), 1,5 km
  - Bockhackener Bach (links), 0,6 km
  - Pferdsiefen (links), 0,3 km
  - Kotthausener Delle (rechts), 0,4 km
- Knochenmühler Bach (rechts), 1,0 km
- Totensiefen (links), 0,2 km
- Oberrautenbach (rechts), 1,0 km
- Röttgener Bach (rechts), 0,7 km
- Hollenberger Quelle (links), 0,1 km
- Niederrautenbach (rechts), 1,0 km
- Siefen Im Großen Feld (rechts), 0,2 km
- Heidchendelle (rechts), 0,3 km
- Hollenberger Bach (links), 0,8 km
  - Haarhausener Siefen (links), 0,5 km
  - Brasser Delle (links), 0,5 km
- Bracher Siefen (links), 0,3 km
- Eichhölzener Siepen (rechts), 0,5 km
- Alenenhauser Bach (links), 0,6 km
  - Neuenhauser Siefen (rechts), 0,2 km
- Uhlsdelle (links), 0,7 km
- Wickhauser Bach (rechts), 2,1 km
  - Wickhausener Siefen (links), 0,5 km
    - Schmalwieser Delle (links), 0,2 km
    - Haagersiefen (links), 0,2 km

  - Haagerfelder Quelle (links), 0,2 km
  - Kirchenberger Siepen (rechts), 0,5 km
- Osminghauser Bach (rechts), 1,8 km
- Heiligenbornsiefen (rechts), 1,0 km
  - Heiligenborndelle (rechts), 0,2 km
  - Lachbucher Siefen (rechts), 0,3 km
- Oberpilghausener Bach (links), 0,8 km
  - Oberpilghausener Siefen (links), 0,4 km
- Hundssiefen (links), 0,6 km
  - Oberberger Siefen (links), 0,2 km
- Unterpilghausener Bach (rechts), 0,4 km
- Dhünner Wiessiefen (rechts), 0,2 km
- Mittelberger Bach (links), 0,7 km
- Große Ledder (rechts), 2,4 km
  - Böttinger Bach (rechts), 0,9 km
    - Sprengelsiefen (rechts), 0,3 km
    - Juschensiefen (rechts), 0,2 km
    - Grünewalder Siefen (rechts), 0,5 km

  - Kleine Ledder (rechts), 0,4 km
  - Ledder Siefen (rechts), 0,4 km
- Dahler Siefen (rechts), 0,6 km
- Dahler Delle (rechts), 0,6 km
- Rottfelder Siefen (links), 0,6 km
- Kleinklever Siefen (rechts), 0,6 km
- Dhünnenburger Siefen (rechts), 0,6 km
- Großfelder Siefen (links), 0,5 km

## Flusssystem Dhünn
- Liste der Fließgewässer im Flusssystem Dhünn